# Weltbund katholischer Juristen
Der Weltbund katholischer Juristen, auch als Internationale Vereinigung Katholischer Juristen bekannt (französisch: Union Internationale des Juristes Catholiques, Abkürzung: UIJC) wurde 1986 in Paris gegründet. Er ist eine vom Heiligen Stuhl anerkannte Vereinigung von Gläubigen, deren Mitgliederzahl, Vereinigungen und Einzelmitglieder, weltweit mit 5.000 angegeben wird.

## Geschichte
In den 1940er-Jahren hatten sich in mehreren Ländern der Welt katholische Juristen zu Vereinen und Verbänden zusammengeschlossen. Nach dem Zweiten Weltkrieg erhielten sie innerhalb der Bewegung Internationaler Katholischer Intellektueller, der heutigen Vereinigung Pax Romana, eine eigene Abteilung. Der ehemalige Präsident des Päpstlichen Rates für die Laien Kardinal Opilio Rossi unternahm 1979, auf einem Kongress in Manila, die ersten Schritte zu einer internationalen Vereinigung katholischer Juristen. Bis zur Gründung wurden weitere vorbereitende Tagungen durchgeführt, bis es 1986 zur konstituierenden Generalversammlung in Paris kam. Im gleichen Jahr wurden die Satzungen und Geschäftsordnung verabschiedet. Zur Stabilisierung der internationalen Verbindungen wurde 1991 in Rom ein Kolloquium veranstaltet, an dem Teilnehmer aus 17 Ländern und drei Kontinenten vertreten waren. Am 17. Oktober 2002 erhielt der Weltbund vom Päpstlichen Rat für die Laien die Anerkennung als internationale Vereinigung von Gläubigen. 

## Grundsätze
Die Vereinigung von katholischen Juristen wurde mit dem Ziel gegründet, die weltweite Förderung und die geistliche Gemeinsamkeit katholischer Juristen und deren Vereinigung zu unterstützen. Sie setzt sich für die christlichen Prinzipien in der Philosophie, im Rechtswesen, in den gesetzgebenden, juristischen und administrativen Aktivitäten und in Lehre und Forschung ein. Als weiteres Arbeitsfeld umfasst ihr Selbstverständnis, die Anerkennung und den Respekt vor dem Naturrecht und dem Recht im Geist der Gerechtigkeit und Liebe zu leben. Sie setzt sich für den Schutz des menschlichen Lebens, von der Empfängnis bis zum natürlichen Tod ein. Alle Aktionen und Projekte stehen im Zusammenhang mit der kirchlichen Soziallehre und der Verteidigung der christlichen Familien. 

## Organisation und Ausweitung
Das höchste Organ der UIJC ist die Delegiertenversammlung, die aus dem gewählten Präsidenten des Weltbundes und den Präsidenten oder Vorsitzenden der nationalen Vereinigungen oder Verbänden besteht. Sie wählt für 4 Jahre einen Exekutivrat, der alle Entscheidungen der Delegiertenversammlung umsetzt (Kongresse und Tagungen) und den laufenden Geschäftsbetrieb organisiert. Der Exekutivrat besteht aus dem Präsidenten, seinem Stellvertreter, dem Generalsekretär, Schatzmeister und kirchlichen Assistenten. Der Hauptsitz des Weltbundes ist Paris, zu den Mitgliedsvereinigungen gehören 14 Organisationen aus 14 Ländern, die sich auf Asien (2), Europa (7), Nordamerika (1), Ozeanien (1) und Südamerika (3) verteilen. Jährlich veröffentlicht die UIJC Zeitschrift „Juristes du monde entier“.